# سرزمین موعود (کتاب)
سرزمین موعود (به انگلیسی: A Promised Land)، کتاب خاطرات باراک اوباما است. این کتاب در ۱۷ نوامبر سال ۲۰۲۰ منتشر شده‌است. این کتاب اولین جلد از مجموعه دو جلدی است که اوباما پس از تصدی مقام ریاست‌جمهوری ایالات متحده آمریکا از سال ۲۰۰۹ تا ۲۰۱۷ نوشته‌است.

## انتشار
در کنار نسخه انگلیسی، ۲۴ ترجمه از این اثر به: آلبانیایی، عربی، بلغاری، چینی، چکی، دانمارکی، هلندی، فنلاندی، فارسی , فرانسوی، آلمانی، یونانی، عبری، مجاری، ایتالیایی، ژاپنی، کره‌ای، لیتوانیایی، نروژی، لهستانی، پرتغالی، رومانیایی، اسپانیایی، سوئدی و ویتنامی منتشر شده است. در تاریخ ۱۸ نوامبر، کتاب‌های پنگوئن گزارش داد از این کتاب در روز اول، ۸۸۷٬۰۰۰ نسخه در ایالات متحده آمریکا و کانادا به فروش رفته‌است، و از رکورد کتاب همسرش میشل با عنوان شدن در سال ۲۰۱۸ پیشی گرفت که در اولین روز خود ۷۲۵٬۰۰۰ نسخه به‌فروش رفت.

## ترجمه به فارسی
این کتاب برای اولین بار در بهمن ۱۳۹۹ به وسیله امید عشریه، پوریا حسنی، زهرا نوربخش و سعید نیکروز به فارسی برگردانده شد و توسط  انتشارات مهراندیش به چاپ پنجم رسید.  